# Montigny-le-Chartif
Pour les articles homonymes, voir Montigny.
Montigny-le-Chartif est une commune française située dans le département d'Eure-et-Loir en région Centre-Val de Loire.

## Géographie

### Situation

Situation géographique
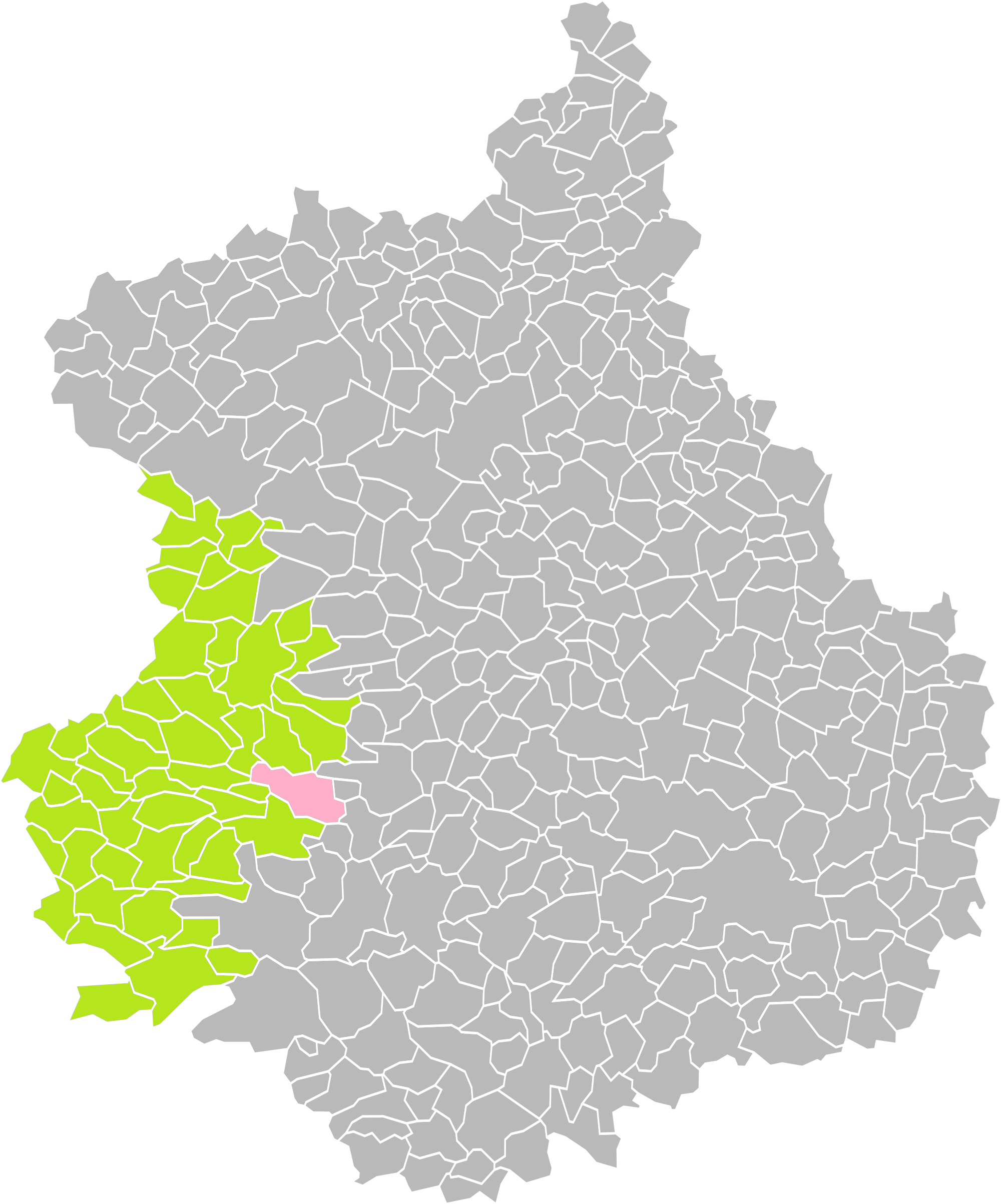
Montigny-le-Chartif dans son arrondissement.
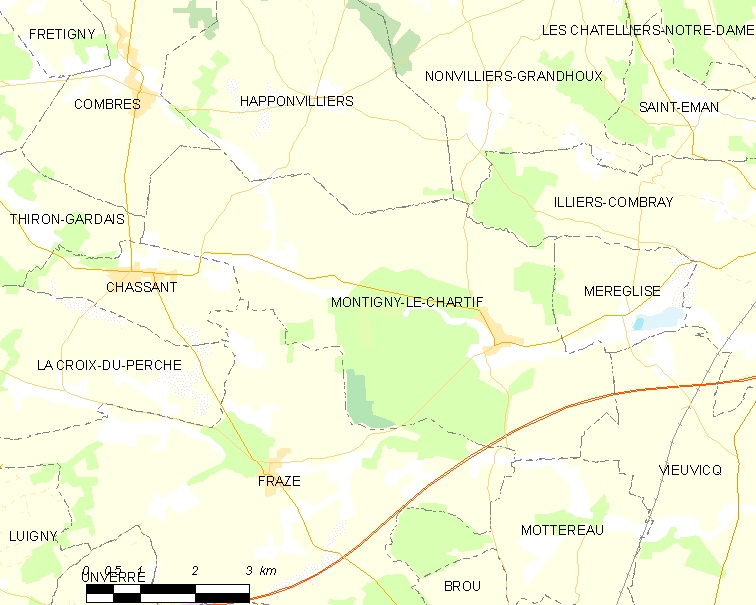
Carte de la commune de Montigny-le-Chartif.

### Communes limitrophes
| Thiron-Gardais, Combres | Happonvilliers      | Illiers-Combray |
| Chassant                | Montigny-le-Chartif | Méréglise       |
| Frazé                   | Mottereau, Brou     | Vieuvicq        |

### Hydrographie
- La commune est traversée par la rivière la Thironne, affluent en rive droite du Loir, lui-même sous-affluent de la Loire par la Sarthe et la Maine.
- Elle est également bordée au sud par la rivière la Foussarde, affluent en rive droite du Loir[1].

### Climat
Pour des articles plus généraux, voir Climat du Centre-Val de Loire et Climat du Val-d'Oise.
En 2010, le climat de la commune est de type climat océanique dégradé des plaines du Centre et du Nord, selon une étude du CNRS s'appuyant sur une série de données couvrant la période 1971-2000. En 2020, Météo-France publie une typologie des climats de la France métropolitaine dans laquelle la commune est exposée à un climat océanique altéré et est dans une zone de transition entre les régions climatiques « Normandie (Cotentin, Orne) » et « Moyenne vallée de la Loire ». 
Pour la période 1971-2000, la température annuelle moyenne est de 10,7 °C, avec une amplitude thermique annuelle de 15 °C. Le cumul annuel moyen de précipitations est de 659 mm, avec 10,7 jours de précipitations en janvier et 7,7 jours en juillet. Pour la période 1991-2020, la température moyenne annuelle observée sur la station météorologique de Météo-France la plus proche, « Deauville », sur la commune de Deauville à 5 370 km à vol d'oiseau, est de 0,0 °C et le cumul annuel moyen de précipitations est de 0,0 mm,. Pour l'avenir, les paramètres climatiques de la commune estimés pour 2050 selon différents scénarios d'émission de gaz à effet de serre sont consultables sur un site dédié publié par Météo-France en novembre 2022.

## Urbanisme

### Typologie
Au 1er janvier 2024, Montigny-le-Chartif est catégorisée commune rurale à habitat dispersé, selon la nouvelle grille communale de densité à 7 niveaux définie par l'Insee en 2022.
Elle est située hors unité urbaine. Par ailleurs la commune fait partie de l'aire d'attraction de Chartres, dont elle est une commune de la couronne,. Cette aire, qui regroupe 117 communes, est catégorisée dans les aires de 50 000 à moins de 200 000 habitants,.

### Occupation des sols
L'occupation des sols de la commune, telle qu'elle ressort de la base de données européenne d’occupation biophysique des sols Corine Land Cover (CLC), est marquée par l'importance des territoires agricoles (68,4 % en 2018), une proportion identique à celle de 1990 (68,4 %). La répartition détaillée en 2018 est la suivante : 
terres arables (60,7 %), forêts (30,5 %), prairies (7,7 %), zones urbanisées (1,1 %). L'évolution de l’occupation des sols de la commune et de ses infrastructures peut être observée sur les différentes représentations cartographiques du territoire : la carte de Cassini (XVIIIe siècle), la carte d'état-major (1820-1866) et les cartes ou photos aériennes de l'IGN pour la période actuelle (1950 à aujourd'hui).

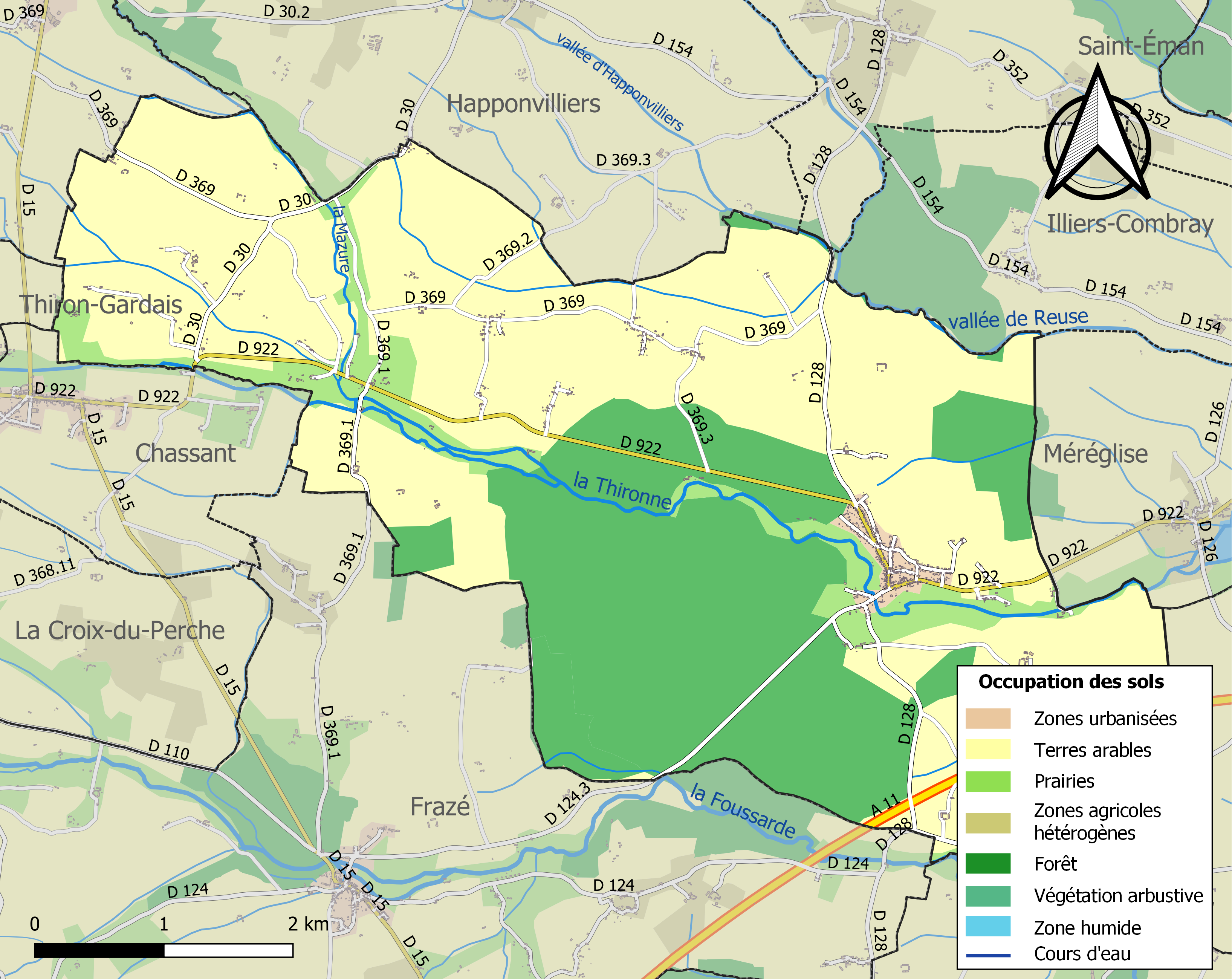
Carte des infrastructures et de l'occupation des sols de la commune en 2018 (CLC).

### Risques majeurs
Le territoire de la commune de Montigny-le-Chartif est vulnérable à différents aléas naturels : météorologiques (tempête, orage, neige, grand froid, canicule ou sécheresse), inondations, mouvements de terrains et séisme (sismicité très faible). Il est également exposé à un risque technologique, le transport de matières dangereuses. Un site publié par le BRGM permet d'évaluer simplement et rapidement les risques d'un bien localisé soit par son adresse soit par le numéro de sa parcelle.

#### Risques naturels
Certaines parties du territoire communal sont susceptibles d’être affectées par le risque d’inondation par débordement de cours d'eau, notamment la Foussarde, le Thironne et la Vallée de Reuse. La commune a été reconnue en état de catastrophe naturelle au titre des dommages causés par les inondations et coulées de boue survenues en 1999 et 2001,.

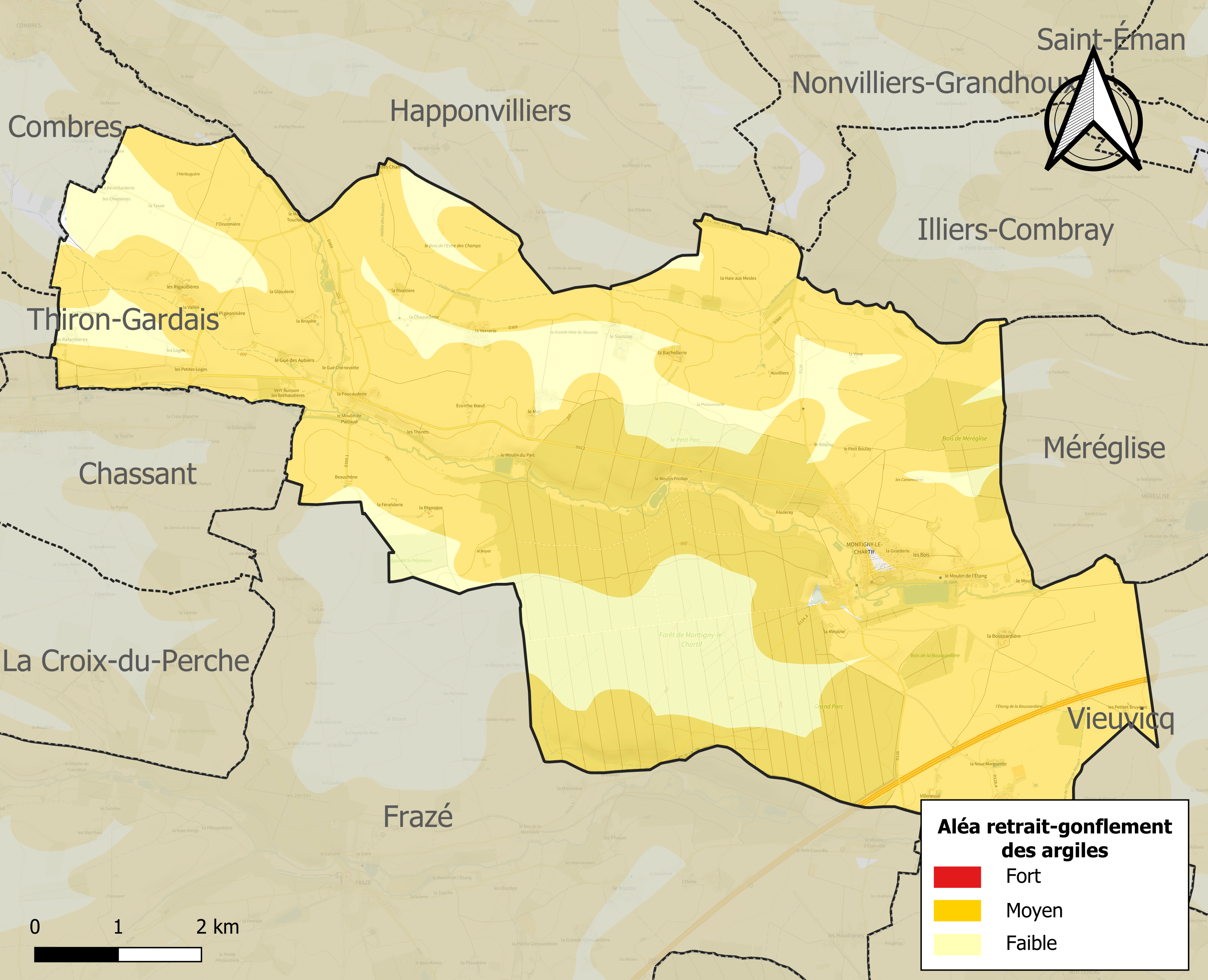
Carte des zones d'aléa retrait-gonflement des sols argileux de Montigny-le-Chartif.

La commune est vulnérable au risque de mouvements de terrains constitué principalement du retrait-gonflement des sols argileux. Cet aléa est susceptible d'engendrer des dommages importants aux bâtiments en cas d’alternance de périodes de sécheresse et de pluie. 79 % de la superficie communale est en aléa moyen ou fort (52,8 % au niveau départemental et 48,5 % au niveau national). Sur les 344 bâtiments dénombrés sur la commune en 2019, 278 sont en aléa moyen ou fort, soit 81 %, à comparer aux 70 % au niveau départemental et 54 % au niveau national. Une cartographie de l'exposition du territoire national au retrait gonflement des sols argileux est disponible sur le site du BRGM,.
Concernant les mouvements de terrains, la commune a été reconnue en état de catastrophe naturelle au titre des dommages causés par la sécheresse en 2003 et par des mouvements de terrain en 1999.

#### Risques technologiques
Le risque de transport de matières dangereuses sur la commune est lié à sa traversée par des infrastructures routières ou ferroviaires importantes ou la présence d'une canalisation de transport d'hydrocarbures. Un accident se produisant sur de telles infrastructures est en effet susceptible d’avoir des effets graves au bâti ou aux personnes jusqu’à 350 m, selon la nature du matériau transporté. Des dispositions d’urbanisme peuvent être préconisées en conséquence.

## Toponymie
Le nom de la localité est attesté sous les formes Montigniacum Captivum vers 1250 (Pouilé), Montigne vers 1395, Montigny Le Chétif en 1466, Monthigny en 1551, Saint Pierre de Montigny Le Chartif en 1736, Montigny Le Chartif en 1793.
Montigny, dont l'étymon est généralement donné sous la forme latinisée Montaniacum, est un type toponymique répandu dont la signification exacte ne fait pas l'unanimité.
Le surnom de la localité, Le Chétif en 1466 et Le Chartif en 1736, a pour signification, au sens premier, « prisonnier », mais aussi « petit, pauvre ».
L'explication d'un « captif, prisonnier » est possible avec la forme Montigniacum Captivum vers 1250.

## Politique et administration

### Liste des maires
| Période                                  | Période  | Identité      | Étiquette | Qualité        |
| ---------------------------------------- | -------- | ------------- | --------- | -------------- |
| mars 2014                                | En cours | Joël Fauquet, |           | Ancien employé |
| Les données manquantes sont à compléter. |          |               |           |                |

## Population et société

### Démographie
L'évolution du nombre d'habitants est connue à travers les recensements de la population effectués dans la commune depuis 1793. Pour les communes de moins de 10 000 habitants, une enquête de recensement portant sur toute la population est réalisée tous les cinq ans, les populations de référence des années intermédiaires étant quant à elles estimées par interpolation ou extrapolation. Pour la commune, le premier recensement exhaustif entrant dans le cadre du nouveau dispositif a été réalisé en 2007.

En 2022, la commune comptait 590 habitants, en évolution de −6,5 % par rapport à 2016 (Eure-et-Loir : −0,23 %, France hors Mayotte : +2,11 %).
| 1793  | 1800  | 1806  | 1821  | 1831  | 1836  | 1841  | 1846  | 1851  |
| ----- | ----- | ----- | ----- | ----- | ----- | ----- | ----- | ----- |
| 1 450 | 1 256 | 1 159 | 1 238 | 1 219 | 1 204 | 1 308 | 1 187 | 1 230 |

| 1856  | 1861  | 1866  | 1872  | 1876  | 1881 | 1886 | 1891 | 1896 |
| ----- | ----- | ----- | ----- | ----- | ---- | ---- | ---- | ---- |
| 1 207 | 1 243 | 1 151 | 1 070 | 1 038 | 984  | 952  | 913  | 855  |

| 1901 | 1906 | 1911 | 1921 | 1926 | 1931 | 1936 | 1946 | 1954 |
| ---- | ---- | ---- | ---- | ---- | ---- | ---- | ---- | ---- |
| 841  | 872  | 816  | 716  | 751  | 731  | 732  | 710  | 655  |

| 1962 | 1968 | 1975 | 1982 | 1990 | 1999 | 2006 | 2007 | 2012 |
| ---- | ---- | ---- | ---- | ---- | ---- | ---- | ---- | ---- |
| 588  | 542  | 525  | 498  | 462  | 453  | 527  | 537  | 643  |

| 2017 | 2022 | - | - | - | - | - | - | - |
| ---- | ---- | - | - | - | - | - | - | - |
| 615  | 590  | - | - | - | - | - | - | - |

## Culture locale et patrimoine

### Lieux et monuments
- L'église Saint-Pierre, XIIe, XVIe, XVIIe et XIXe siècles ;
- Le monument aux morts ;
- Le Grand parc  de Montigny-le-Chartif[27].

Lieux et monuments
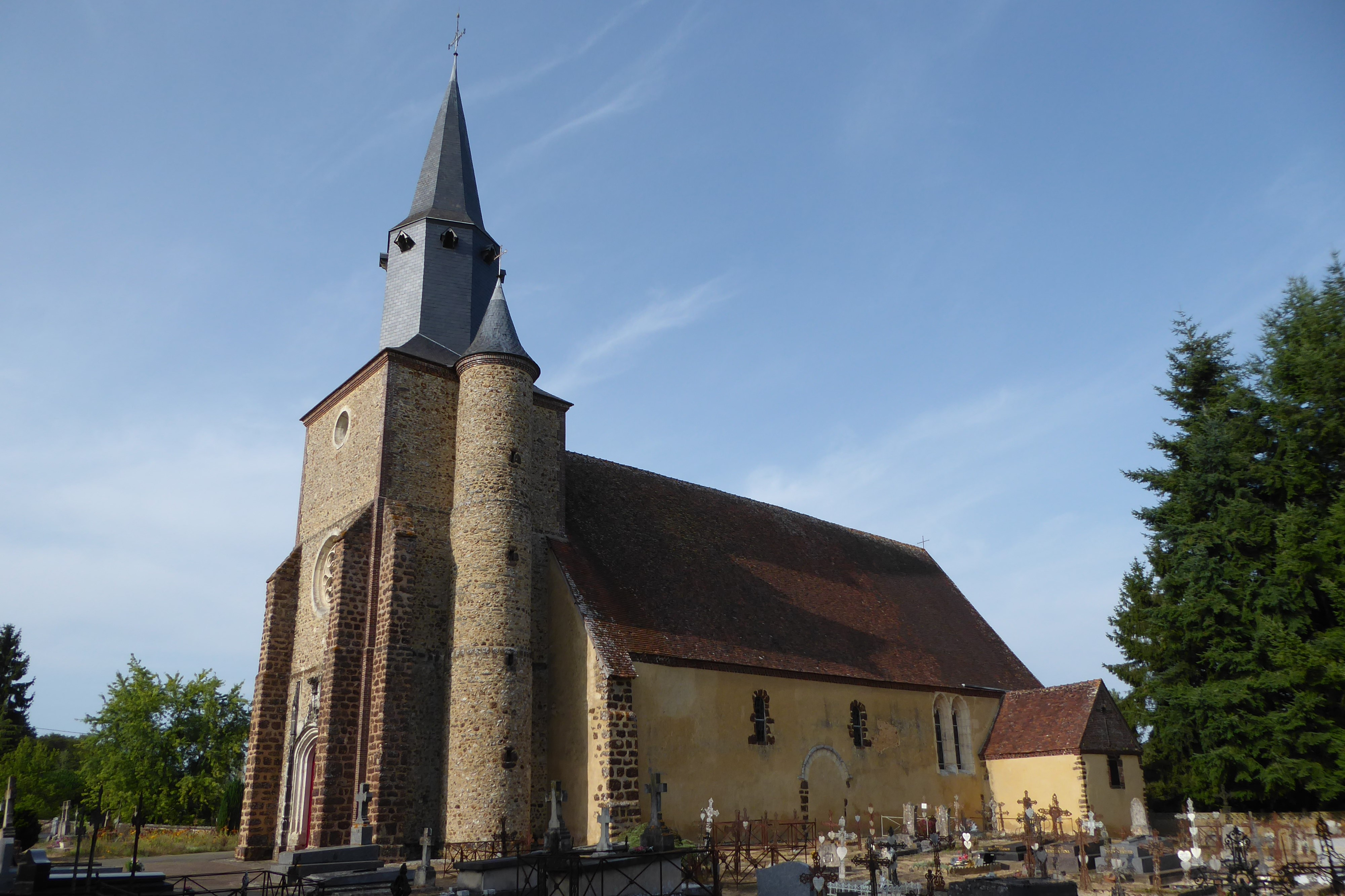
L'église Saint-Pierre.
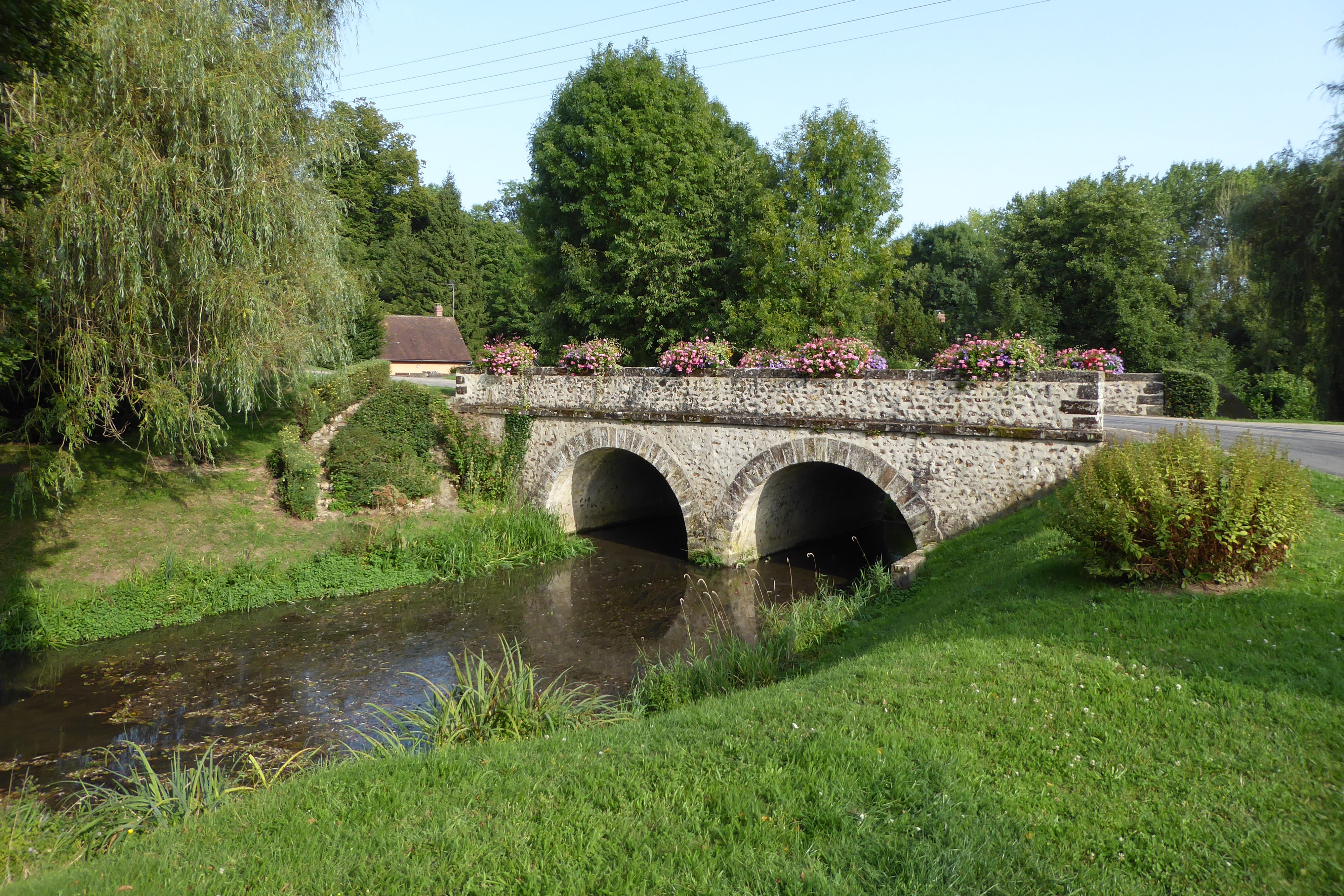
Pont de la D 922 sur la Thironne.
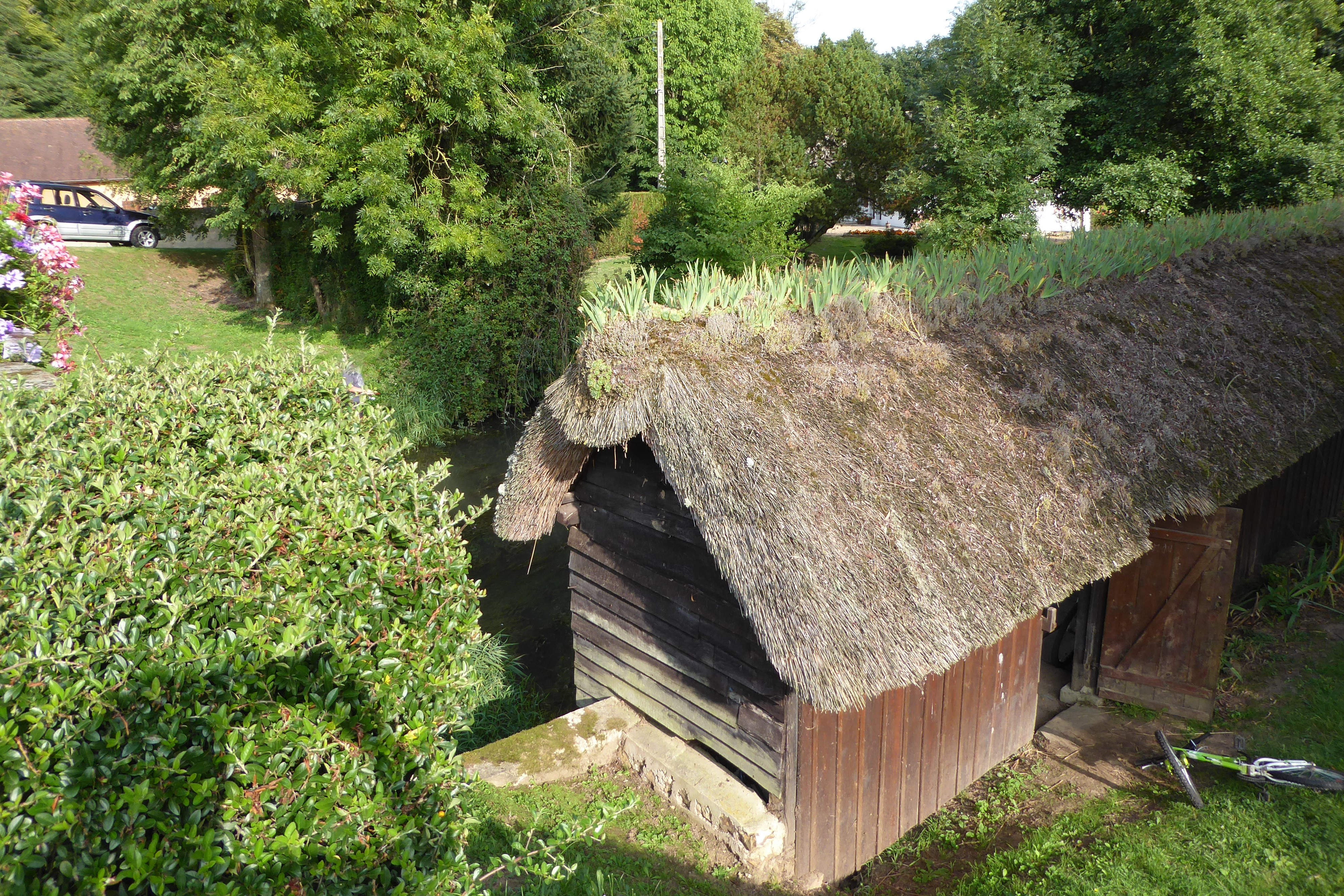
Lavoir à la toiture de chaume plantée d’iris.

### Personnalités liées à la commune
- Gilberte Lallée née Masnier (1903-1987), cultivatrice, est reconnue à titre posthume en 2017 Juste parmi les nations[28].

### Héraldique
| Blason de Montigny-le-Chartif | Blason  | Coupé ondé: au 1er de sinople à trois fleurs de lis d'or surmontées d'un lambel du même, au 2e d'argent à trois chevrons de gueules. |
| Blason de Montigny-le-Chartif | Détails | Le statut officiel du blason reste à déterminer.                                                                                     |